# Papež Zaharija
Zaharija, papež Rimskokatoliške cerkve in svetnik; * 679 Santa Severina (Kalabrija, Bizantinsko cesarstvo);  † 22. marec 752, Rim (Bizantinsko cesarstvo).

## Življenjepis
Že dolgo je Bizantinsko cesarstvo svojim posestvom v Italiji samo predpisovalo visoke davke, a obrambe zoper Langobarde jim ni nudilo. V Zaharijevem času pa je Sveti sedež  dobil nepričakovano in obilno pomoč od tiste strani, od katere jo je najmanj pričakoval. 

### Povezava sFranki
V Frankovskem kraljestvu že poldrugo stoletje niso več vladali stvarno Merovingi, ki so bili kraljevskega rodu, ampak majordomi iz hiše Karolingov : Pipin Landeni in  Pipin, Karel Martel in od 741 naprej zaradi nizke postave imenovani Pipin Mali. Zadnji »kralj v senci« je bil Hilderik III; toda že za časa njegovega življenja so dvorjaniki klicali za kralja Pipina Malega. On je poslal papežu vprašanje: »Kdo naj bo pravzaprav frankovski kralj?« V Eginhardovi kroniki beremo tole: 
 »K papežu v Rim so poslali würzburškega škofa Burkarda in St. Deniškega kaplana Fulrada. Vprašanje se je glasilo: Ali naj bo kralj tisti, ki v frankovskem kraljestvu nosi le naslov, ali pa naj bo tisti, ki stvarno vlada. Tega leta (751) so imenovali po priporočilu papeža Zaharija Pipina za frankovskega kralja.«
Skoraj isto beremo tudi v Fontanellejski kroniki s tem dodatkom: 
«Kralja Hilderika, ki je izhajal iz rodovine Merovingov, so odstavili, obrili in zaprli v samostan svetega Omerja (Saint Audomer). Naslednje leto so njegovega sina Teodorika posvetili v našem samostanu za duhovnika.«
  O pristnosti poročila se strokovnjaki še danes prepirajo, saj o tako pomembni zadevi ni ostala nobena izvirna listina.
Zaharija se je torej odločil za načelo prikladnosti: kralj naj bo tisti, ki ima v rokah resnično oblast in ki si prizadeva za blaginjo vseh ljudi. Po tem načelu je državni zbor 751 namesto Hilderika izbral Pipina za kralja vseh Frankov.

### PokristjanjenjeKarantanskihSlovencev
Okoli leta 745 je Borut, knez karantanskih Slovencev, z bavarsko  pomočjo premagal Obre , moral pa je priznati podložnost frankovskim kraljem. Za njim je 748/749 zavladal Gorazd  ki je kot talec na Bavarskem prejel krst in tako bil prvi slovenski krščanski knez. 751/752 mu je sledil Hotimir. Papež Zaharija je določil, naj Karantanija v cerkvenem oziru spada pod Salzburg.

### Dela
- Papež Zaharija je podpiral pri misijonarjenju na Bavarskem svetega Bonifacija kot že njegovi predhodniki.
- Prevedel je v grščino »Dialoge« svojega predhodnika Gregorja Velikega.[7] :

## Smrt
Papež Zaharija je umrl v Rimu dne 28. novembra 752. in je in je pokopan v cerkvi svetega Petra v Vatikanu.
Njegov god obhaja katoliška Cerkev dne 22. marca.